# Caragana
Genre
Caragana est un genre de plantes à fleurs dicotylédones de la famille des Fabaceae (légumineuses), sous-famille des Faboideae, qui comprend environ 90 espèces acceptées. Ce sont des arbres ou des arbustes originaires des régions tempérées et tempérées et chaudes du Sud-Est de l'Europe à l'Asie.

## Étymologie
Le nom générique, « Caragana », dérive d'un terme mongol, « qaraqan », désignant l'espèce Caragana arborescens,.

## Description

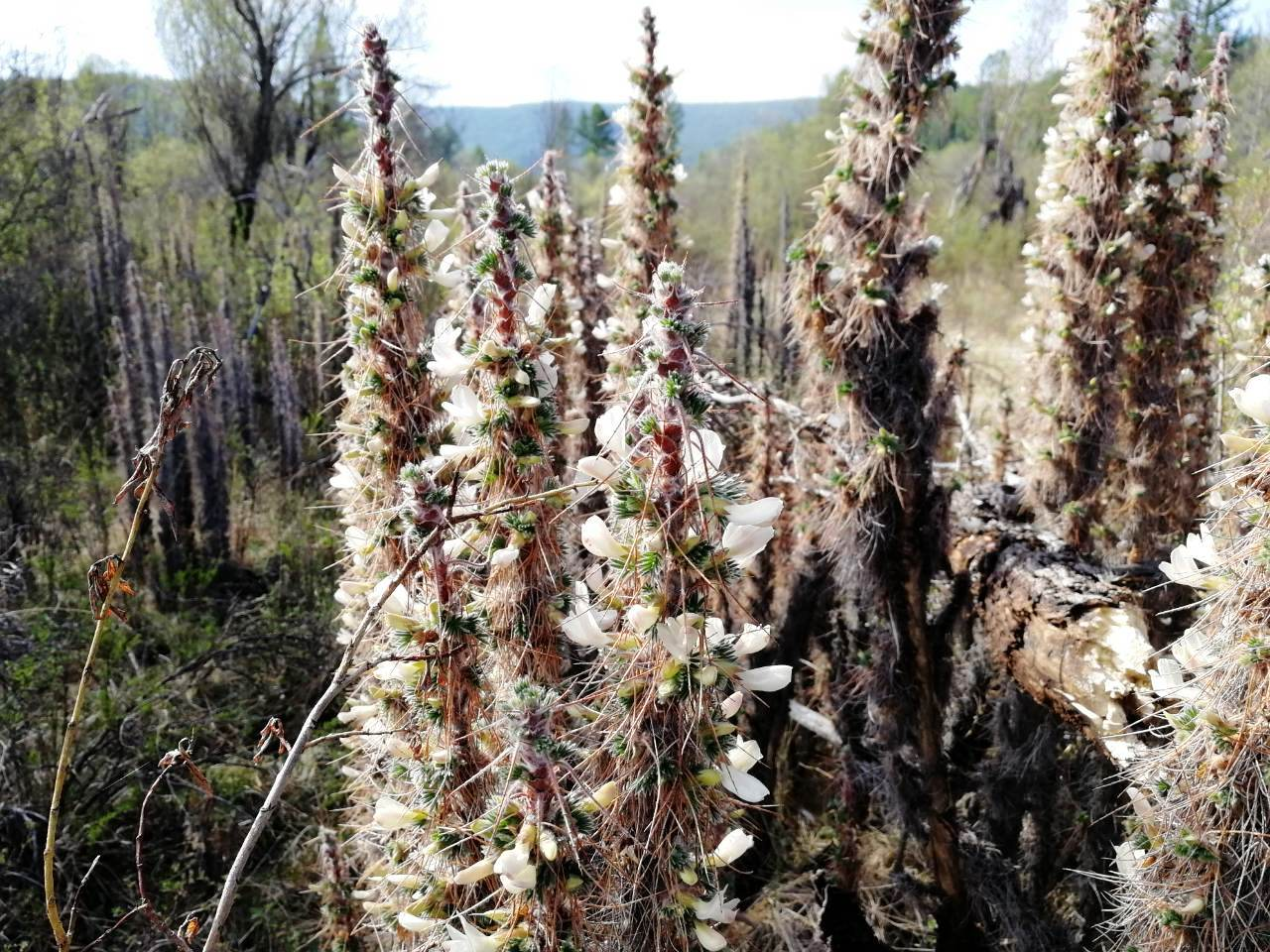
Caragana en fleurs (queue de chameau) dans le sud de la Bouriatie (Russie).

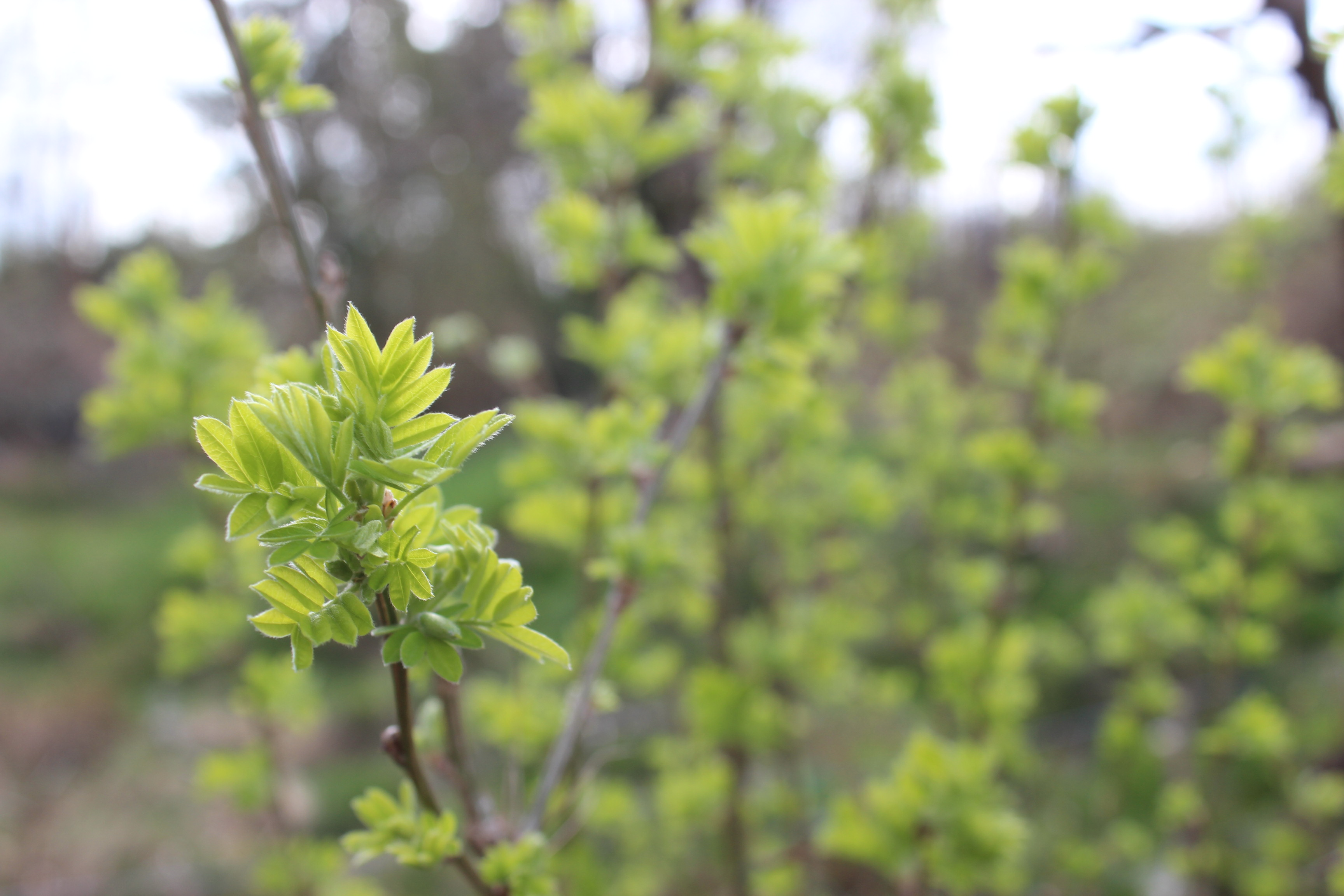
Caraganier de Sibérie - jeunes feuilles (France, Limousin).

Les caraganiers sont de petits arbres ou arbustes pouvant mesurer de 1 à 6 mètres de haut.
Ils ont des feuilles pennées avec de petites folioles.
Les fleurs jaunes (plus rarement blanches ou roses) sont solitaires ou regroupées donnant des gousses linéaires porteuses de graines.

## Liste d'espèces
Selon The Plant List (19 décembre 2018) :
- Caragana acanthophylla Kom.
- Caragana aegacanthoides (R. Parker) L.B.Chaudhary & S.K. Srivast.
- Caragana afghanica Kitam.
- Caragana alaica Pojark.
- Caragana alaschanica Grubov
- Caragana alexeenkoi Kamelin
- Caragana aliensis Y.Z. Zhao
- Caragana alpina Y.X.Liou
- Caragana ambigua Stocks
- Caragana arborescens Lam.
- Caragana arcuata Y.X.Liou
- Caragana aurantiaca Koehne
- Caragana balchaschensis (Kom.) Pojark.
- Caragana beefensis S.N.Biswas
- Caragana bicolor Kom.
- Caragana boisii C.K.Schneid.
- Caragana bongardiana (Fisch. & C.A.Mey.) Pojark.
- Caragana brachypoda Pojark.
- Caragana brevifolia Kom.
- Caragana brevispina Benth.
- Caragana bungei Ledeb.
- Caragana buriatica Peschkova
- Caragana camilli-schneideri Kom.
- Caragana campanulata Vassilcz.
- Caragana changduensis Y.X.Liou
- Caragana chinghaiensis Y.X.Liou
- Caragana cinerea (Kom.) N.S.Pavlova
- Caragana conferta Baker
- Caragana crassipina C.Marquand
- Caragana cuneato-alata Y.X.Liou
- Caragana dasyphylla Pojark.
- Caragana decorticans Hemsl.
- Caragana densa Kom.
- Caragana erinacea Kom.
- Caragana franchetiana Kom.
- Caragana frutex (L.) K.Koch
- Caragana fruticosa (Pall.) Besser
- Caragana gerardiana Benth.
- Caragana gobica Sanchir
- Caragana grandiflora (M.Bieb.) DC.
- Caragana jubata (Pall.) Poir.
- Caragana kansuensis Pojark.
- Caragana kirghisorum Pojark.
- Caragana korshinskii Kom.
- Caragana kozlowii Kom.
- Caragana laeta Kom.
- Caragana leiocalycina (Hub.-Mor.) Hub.-Mor.
- Caragana leucophloea Pojark.
- Caragana leucospina Kom.
- Caragana leveillei Kom.
- Caragana limprichtii Harms
- Caragana litwinowii Kom.
- Caragana maimanensis Rech.f.
- Caragana manshurica Kom.
- Caragana microphylla Lam.
- Caragana opulens Kom.
- Caragana pekinensis Kom.
- Caragana pleiophylla (Regel) Pojark.
- Caragana polourensis Franch.
- Caragana polyacantha Royle
- Caragana prestoniae R.J.Moore
- Caragana pruinosa Kom.
- Caragana przewalskii Pojark.
- Caragana pumila Pojark.
- Caragana purdomii Rehder
- Caragana pygmaea (L.) DC.
- Caragana qingheensis Zhao Y. Chang, L.R. Xu & F.C. Shi
- Caragana roborovskyi Kom.
- Caragana rosea Maxim.
- Caragana scythica (Kom.) Pojark.
- Caragana sericea Pamp. ex Kom.
- Caragana shensiensis C.W.Chang
- Caragana sinica (Buc'hoz) Rehder
- Caragana soongorica Grubov
- Caragana sophorifolia Tausch
- Caragana spinifera Kom.
- Caragana spinosa (L.) DC.
- Caragana stenophylla Pojark.
- Caragana stipitata Kom.
- Caragana sukiensis C.K.Schneid.
- Caragana tangutica Kom.
- Caragana tekesiensis Y.Z. Zhao & D.W. Zhou
- Caragana tibetica Kom.
- Caragana tragacanthoides (Pall.) Poir.
- Caragana turfanensis (Krasn.) Kom.
- Caragana turkestanica Kom.
- Caragana ulicina Stocks
- Caragana ussuriensis (Regel) Pojark.
- Caragana versicolor Benth.
- Caragana zahlbruckneri R.C.Schneid.